# Copeptin
Copeptin (auch C-terminales proAVP, CT-proAVP) ist ein aus 39 Aminosäuren bestehendes glykosyliertes Peptid, das zusammen mit Vasopressin (auch als AVP oder Antidiuretisches Hormon bezeichnet) und Neurophysin II als Prohormon im Hypothalamus synthetisiert wird (Präprovasopressin). Die schrittweise proteolytische Spaltung des Prohormons hat die Freisetzung der Peptide Vasopressin, Neurophysin II und Copeptin in äquimolaren Mengen zur Folge. Copeptin entsteht dabei durch Abspaltung des C-terminalen Teils des Prohormons.
Die physiologische Bedeutung von Copeptin ist noch nicht vollständig geklärt. Diskutiert wird eine Beteiligung während der Faltung und des Transports des reifenden Vasopressins vom Hypothalamus zur Neurohypophyse. Nach entsprechendem Reiz (osmotischer Reiz oder Stressreaktion) wird Copeptin zusammen mit Vasopressin und Neurophysin II aus der Neurohypophyse in den Blutkreislauf freigesetzt.
Copeptin-Werte sind insbesondere bei Patienten mit schweren Erkrankungen wie Sepsis, aber z. B. auch bei Herzinsuffizienz, erhöht.
Copeptin ist, anders als AVP, im Serum und EDTA-Plasma bei Raumtemperatur für 7 Tage stabil.

## Diagnostik
Copeptin wird aufgrund seiner Biosynthese sowie seiner Eigenschaften als alternativer Biomarker zur AVP-Bestimmung für die Diagnostik verschiedener Erkrankungen eingesetzt.
Ein Vorteil von Copeptin für die Diagnostik besteht in der relativen Stabilität des Analyten. Im Gegensatz zu Copeptin ist das hormonell wirksame Vasopressin ein kleines (9 Aminosäuren) und sehr instabiles Molekül. Um eine valide Messung von Vasopressin zu gewährleisten, wird empfohlen, die Blutabnahme mit vorgekühlten Röhrchen vorzunehmen (ausschließlich EDTA-Plasma), die Probe gekühlt zu transportieren und bei −20 °C zu lagern. Die Aufarbeitung von Blutproben, in denen der Vasopressingehalt bestimmt werden soll, ist darüber hinaus zeitaufwendig und technisch anspruchsvoll. Dies hat die Anwendung von Vasopressinmessungen in der klinischen Routine, obwohl oftmals angezeigt und für den Patienten von Nutzen, eingeschränkt. Copeptin hingegen ist sowohl in Blut als auch in Plasma stabil und deshalb gut messbar. Da Copeptin und Vasopressin in gleichem Verhältnis aus dem Prohormon abgespalten werden, gilt Copeptin als ein Surrogatmarker für das schwieriger zu bestimmende Vasopressin. Aufgrund seiner technischen Vorteile hat die Bestimmung von Copeptin in verschiedenen Indikationen bereits Eingang in die Routine gefunden.
So kann durch eine Kombination von Copeptin und Troponin die frühe Diagnose des Herzinfarkts verbessert werden. Weitere Untersuchungen konzentrieren sich auf die Rolle von Copeptin beim Schlaganfall. Hier wird ein Zusammenhang zwischen Copeptin-Werten und der Prognose und Mortalität der Erkrankung gesehen. Copeptin kann auch als Biomarker für Risiken einer Pneumonie oder zur Differentialdiagnose beim zentralen Diabetes insipidus bzw. Polyurie-Polydipsie-Syndrom herangezogen werden.